# Shealeigh
Shealeigh Noelle Voitl (29 de Março de 1998, Winfield, Illinois) é uma Cantora & Compositora norte-americana. Shealeigh é mais conhecida por ter ganho a quarta temporada da competição da Rádio Disney, N.B.T. (Next Big Thing).

## Biografia
Shealeigh nasceu em 29 de março de 1998, em Winfield, Illinois. Ela atualmente mora em Chicago, Illinois. Ela tem um irmão mais velho, Ben Voitl, e um cachorro, Guinness. Com dois anos de idade, ela começou a cantar. Shealeigh começou a ganhar fama postando vídeos em sua conta no YouTube,mooloolah1. Em 2008, ela começou a escrever suas próprias canções. Ela sabe tocar Violão & Piano.

## Carreira Musical
Com 11 anos de idade, ela entrou e ganhou a 5ª temporada da competição do YouTube, Cree Ingles Idol Search (agora chamado Cree Ingles YouTube Idol). Quando ela tinha 12 anos, ela subiu para o YouTube um cover da canção ''Shark in the Water". Depois de Ellen DeGeneres apresentar Shealeigh no ano de 2010, ela a convidou ao seu programa. Finalmente, ela apresentou sua música no The Ellen DeGeneres Show.
Um ano depois, ela entrou na cometição da rádio Disney, N.B.T. (Next Big Thing), junto com Zack Montana, Hollywood Ending, Tay Barton e Ladina Spence. Em 7 de dezembro de 2011, ela ganhou a competição com a música What Can I Say. Ela lançou seu primeiro single com a Disney, ''Strangely Beautiful'' em 24 de Abril de 2012.

## Discografia

### Singles
- What Can I Say (2011)
- Spotlight (2011)
- Strangely Beautiful (2012)

### Outros
''Be Kind'' (2013)